# Golden Dawn

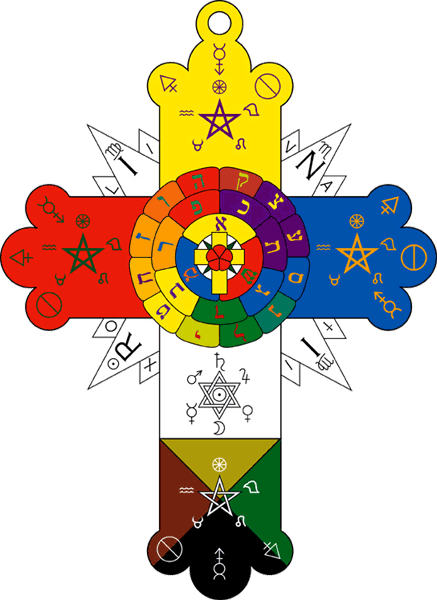
Roskorset i R.R. et A.C.

Golden Dawn, fullständigt namn Hermetic Order of the Golden Dawn (förkortat G.D.), är en sluten ockult orden som ursprungligen bildades i London, England, 1887 eller 1888 av de tre framstående frimurarna Samuel Liddell MacGregor Mathers, William Wynn Westcott och William Robert Woodman. Orden existerade i sin ursprungliga form till några år efter sekelskiftet 1900. Under sin glansperiod på 1890-talet skulle den dra till sig individer från Londons intelligentia och konstkretsar, bland annat så framstående personer som den irländske poeten William Butler Yeats, skådespelerskan Florence Farr, frihetskämpen Maud Gonne samt författarna Arthur Machen, Arthur Edward Waite och Aleister Crowley.
Golden Dawn-traditionen är en syntes av många aspekter av den västerländska mysterietraditionen och innehåller så till synes skilda delar som ceremoniell magi, alkemi, meditation, astrologi, numerologi, henokiansk magi, divination, tarot, astral projektion med mera. Den är en naturlig utveckling av renässansens ockulta naturfilosofier av vilka de största inspirationskällorna var Heinrich Cornelius Agrippa, Paracelsus och John Dee, men också av den lära som lades fram av den franske ockultisten Eliphas Levi vilken var en av förgrundsfigurerna i 1800-talets ockulta renässans. Liksom dessa författare har Golden Dawn-traditionen sin filosofiska grund till huvudsak i hermetismen, Kabbala och i frimureriet. Vidare hämtar den inspiration också ur Zoroasters läror, eleusinska mysterierna, gnosticismen och ur nyplatonikernas läror. Den baserar sig också på den egyptiska mytologin och av naturliga skäl i den judiskt-kristna religionen. Men framför allt, och tack vare sin strävan efter eklekticism eller synkretism, utgör Golden Dawn en förnäm representant för den Rosenkorsiska traditionen.
Ordens adepter är specialister på invokationens (åkallandets), evokationens (frammanandets) och divinationens (oraklets) konster, men varnas för att inte profanera dessa till simpelt mirakelarbete utan lär sig att alltid ha ett högre mål med sin vetenskap och konst, nämligen den att förena sig med sin Gud. Som ett primärt stadium i denna andliga transformation syftar den magiska träningen som erhålls i Orden att kulminera i det som så poetiskt kallas för ”Kunskap och Konversation med den Helige Skyddsängeln” eller med andra ord medvetandegörandet av Det Högre Jaget. Det är denna form av högre magi med religiösa mål, kallat Teurgi, som är det verkliga ämnet för den ockulta träningen och det är detta tänkande som genomsyrar hela Golden Dawn-traditionen.
Som ockult organisation och som magisk strömning syftar Orden till att magiskt manifestera den nya tidseran, populärt kallad för Vattumannens Tidsålder, kännetecknat av tolerans, medmänsklighet, individualism, andlighet och sökandet efter det mystiska i tillvaron. Det var av denna anledning som Orden 1888 tog namnet ”Gyllene Gryningen”, inspirerat av en mening i det första av en serie Rosenkorsiska manifest, Fama Fraternitatis från 1614:
| ” | Vi vet dock att det enligt vår åstundan och andras förväntningar efter någon tid kommer en allmän reformation av både gudomliga och mänskliga ting. Ty innan solen går upp, upplyses himlen av MORGONRODNADENS ljus. | „ |
| – (Citatet hämtat från en svensk utgåva från 1970 utgivet av Aletheia Förlag, översättning av Ö. Römier) | |   |

Denna ockulta organisation har med tiden kommit att influera hela den västerländska mysterietraditionen så fundamentalt att den idag är den stora måttstocken eller utgör en standard för den moderna ockulta västvärlden.

## Golden Dawns förhistoria

### Golden Dawns rötter
Golden Dawn-traditionen har sina rötter i Rosenkorstraditionen vilket enligt myten grundades i Tyskland av Christian Rosencreuz (eller Fr. C.R.C.) under tidigt 1400-tal. Om Christian Rosenkreutz vet man inte mer än vad som har återberättats i de tre Rosenkorsiska manifest som plötsligt började cirkulera i början av 1600-talet; Fama Fraternitatis (1614), Confessio Fraternitatis (1615) och Christian Rosenkreutz Alkemistiska Bröllop (1616). Den mest troliga förklaringen är att han var en mytisk person och att hans livsöde utgör en allegori i stil med frimurarnas Adoniram. Liksom det kan finnas en historisk grund för byggmästaren av Salomos Tempel så kan myten om Christian Rosenkreutz ha en historisk förlaga. Faktum är dock att den tradition som gav upphov till vad vi idag kallar ”rosenkorsisk” har sitt ursprung i Alexandria och i kristendomen, och att den har förvaltats av arabiska vise.
Enligt rosenkorsisk historiebeskrivning togs denna mysterietradition sedan upp av korsfararna som på sikt bildade en viktig del av Tempelherre-Ordens läror och invigningssystem. Denna radikala utveckling av Orden föll dock till föga bland det kristna prästerskapet. När Tempelherrarnas Orden år 1314 av påven Clemens V förbjöds och förklarades som heretisk flydde flertalet av dem till Skottland. Rosenkorsisk tradition hävdar vidare att dessa riddare i Skottland grundade dels Rosenkors-Orden som en esoterisk mysterieskola men att de även grundade en tidig föregångare till frimureriet som en yttre förgård till rosenkors-mysterierna.
Med stor sannolikhet var Rosenkors-Orden till en början en tämligen löst sammansatt grupp med företrädesvis män (kallade fratres), men troligtvis även med kvinnor (kallade sorores), som hängav sig åt de hermetiska konsterna, som att framställa De Vises Sten. Rörelsen tog tidigt ställning för en allmän reformation av kristenheten och försvarade den tyske prästen Martin Luthers reformation av kyrkan. Det var också i Tyskland som Rosenkors-Orden och dess bröder för första gången blev offentliggjord i de tre tidiga manifesten, som samtliga skrevs på tyska som originalspråk och med stor sannolikhet av Johann Valentin Andreae. Andreae var en tysk luthersk teologistuderande som i sin ungdom tillhörde en alkemistisk cirkel i Tübingen vilket kallade sig Die Unzertrennlichen, eller "De Oskiljaktiga". Huvudpersonen i Andreaes skrifter, Christian Rosenkreutz, var även han av tysk börd. Ordens störste apolog i kölvattnet på manifesten var den tyske alkemisten Michael Maier som, även om han inte officiellt sades representera Orden, var invigd i dess mysterier.
Efter knappt 100 år av tystnad gjorde sig Orden återigen offentlig i Tyskland år 1710, nu som Gülden und Rosenkreutz Orden, genom skriften Den Sanna och Fullständiga Förberedelsen av De Vises Sten genom Guld- och Rosenkors-Orden. Det finns dock tecken som tyder på att detta namn kan dateras så tidigt som till 1500-talets Tyskland. Det kan vara så att Valentin Andreaes alkemistiska cirkel utgjorde en del av Guld- och Rosenkors-Orden. Vad vi dock med säkerhet vet är att det år 1777 proklamerades en allmän reformation som anpassade Orden till mer moderna frimureriska former, som var högsta modet bland slutna sällkap under denna period, och som utmynnade i det alkemistiska sällskapet Gold- und Rosenkreutzer Orden (R. et A.C.). Frimurar-Orden bildade nu en förgård till Rosenkorsets mysterier och endast en Mästerfrimurare tilläts bli invigd. Orden blomstrade i Tyskland under de följande knappa 50 åren och drog till sig flera berömda och mäktiga män, bland andra regeringsrepresentanter såsom Prinsen Frederick-William II, brorson till Fredrick den Store. Den blev snabbt en dominerande faktor över hela det tyska frimureriet och dess inflytande nådde även Sverige och Ryssland.
Gold- und Rosenkreutzer Orden har dock en historia som från första början kantas av olika schismer. Den uteslutne medlemmen Hans Heinrich von Ecker und Eckhoffen bildade 1780 den schismerande gruppen Asiatiska Bröderna eller Fratres Lucis vilket tillät judar att bli medlemmar, vilket skiljde ut dem från andra Rosenkorsiska sällskap som fram tills nu hade varit en strikt kristen domän. Denna senare Orden tog stora influenser från den Qabalah som då florerade i Polen, bl.a. Isaac Lurias teorier. Flera av de Asiatiska Bröderna var delaktiga vid grundandet av frimurarlogen L’Aurore Naissante (”Den Gryende Morgonrodnaden”) 1807 i Frankfurt am Main. Det unika med denna frimurarloge, som på tyska kallades Loge sur Aufgehenden Morgenrothe, var att den var först ut av alla frimureriska loger att tillåta judar bland sin medlemsskara, något som var otänkbart bland det annars så konservativa och kristna tyska frimureriet. Något decennium senare etablerades även en dotterloge i London med samma namn, som dock stängdes redan 1822. Den form av Hermetisk Qabalah som praktiserades bland de Asiatiska Bröderna lärdes även ut i dessa loger. När Asiatiska Brödraskapet dog ut som organisation runt sekelskiftet överlevde det i stora drag hos denna frimureriska loge i Frankfurt-am-Main.
Frimuraren Kenneth McKenzie blev på 1840-talet invigd i Loge sur Aufgehenden Morgenrothes mysterier av en kontinental rosenkorsisk Adept i det dåvarande Österrike-Ungern. Denne Adept, som McKenzie kallade för Greve Apponyi, kan ha varit en representant för den hemliga grupp som föregick och låg bakom Gold- und Rosenkreutzer Orden och utgjorde en del av den löst sammansatta rörelse som idag kallas ”Den Tredje Orden”. Återkommen från Europa bildade McKenzie The Society of Eight i London utifrån de kunskaper han hade förvärvat av Greve Apponyi. Han hade även en tämligen stor påverkan på Robert Wentworth Littles frimureriska organisation Societas Rosicruciana in Anglia (S.R.I.A.) som grundades 1867 och liksom Gold- und Rosenkreutzer Orden endast var öppen för mästergraden i Frimureriet.
En annan tydlig härkomst till McKenzies grupp var Sociatas Rosae+Crucis. Dr. Sigismund Bacstrom blev 1794 invigd i detta franska brödraskap av Greven Louis de Chazal på ön Mauritius. En alkemistisk cirkel var aktiv och leddes i England av Bacstrom under början av 1800-talet. Det unika med denna Orden, i jämförelse med de tyska Gyllene Rosenkorsarna, är att den även tillät kvinnor bland sina led. Vidare existerade ett alkemistiskt samarbete mellan Bacstrom och en viss Fredrick Hockey, Frimurare, mystisk klärvoajant och påstådd magiker. Den sistnämnde blev sedermera medlem av McKenzies Society of Eight, även den öppen för kvinnor, vilket Golden Dawn-traditionen kallar Hermanubis Tempel Nr. 2. Denna sägs ha föranlett Isis-Urania Tempel Nr. 3 grundande 1888.

### Chiffermanuskripten
Chiffermanuskripten, kallade så därför att de var skrivna i ett speciellt chiffer flitigt använt bland medeltidens alkemister, tillhörde ursprungligen Fred Hockey. När Hockey dog 1885 lämnade han efter sig en riklig mängd dokument, däribland dessa för Golden Dawn-traditionen fundamentala manuskript som lägger ut grunden för dess initiatoriska system och lära. William Wynn Westcott kom över dessa dokument genom en annan Frimurarbroder, Adolphus F.A. Woodford, som tillsammans med ett brev knöt upp manuskripten med en Soror ‘Sapiens Dominabitur Astris’. Ett blad som följde med chiffermanuskripten identifierade henne med en Fräulein Sprengel och gav hennes adress i Tyskland.
Westcott fann efter att han hade avkodat dokumenten att de var korta, sammanfattande anteckningar, skrivna i det engelska språket, som lade ut grunden till ett fullständigt invigningssystem. Westcott, som också var höginitierad broder i S.R.I.A., gav de mystiska dokumenten till en annan broder i S.R.I.A., S.L. MacGregor Mathers. Denne komponerade fullständiga ceremonier baserade på informationen i dokumenten 1887.
Westcott sökte kontakt med den mystiska kontinentala Adepten Anna Sprengel men lyckades av någon anledning inte med detta. Under åren 1887–1988 fabricerade han istället en korrespondens med Sprengel, med Mathers goda minne, för att legitimera Orden genom en ”äkta” länk till kontinentala rosenkorsiska Adepter. I korrespondensen med Sprengel nämns ett tyskt Tempel Nr.1 kallat ‘Licht, Liebe, Leben’ (Ljus, Liv och Kärlek, vilket är ett klassiskt rosenkorsiskt motto) som de kontinentala Adepterna med Sprengel i spetsen var knutna till. Där står också att Hermanubis-templet Nr. 2 drevs i England men att man aldrig hade hört någonting från de engelska Adepterna efter att man hade gett dem auktorisation att öppna sin verksamhet. Mycket talar för att detta sistnämnda Tempel drevs av Hockey (d. 85), Woodford (d. 87) och MacKenzie (d. 86) och att det var dessa Engelska Adepter som gav Westcott, Mathers och Woodman auktorisation att öppna Isis-Urania-templet Nr. 3 eftersom det är klarlagt att Hockey kände Westcott väl och att Mathers var god vän Kenneth R.H. MacKenzie.
Sammanfattningsvis kan man om chiffermanuskripten säga att de är ett sammandrag av ett ritualsystem med en sammanfattning av den kunskap som förmedlades i varje grad och som utgjorde grunden för de s.k. kunskapsföreläsningarna, en för varje grad i Den Yttre Orden. Den mest plausibla förklaringen till chiffermanuskripten är att vi här har att göra med ett utkast till en ny och reformerad rit, inspirerad av en äldre kontinental tradition. Författaren till manuskripten är högst troligen MacKenzie då man på senare tid har funnit att andra icke Golden Dawn-relaterade dokument från hans dödsbo är skrivna med samma sifferalfabet, nedklottrade i samma karaktäristiska stil och med snarlika illustrationer, och detta är troligt dessutom med tanke på hans påstådda kontinentala invigningar. I hans mest berömda verk, boken Royal Masonic Cyclopedia, publicerad flera år innan födelsen av Isis-Urania Templet, kan man finna samma gradsystem som i det system som återfinns i chiffermanuskripten, komplett med chiffermanuskriptets gradtitlar. Dessa skall läsas underifrån i tur och ordning och korresponderar med Qabalahs Sefiroth på Livets Träd enligt följande:
- Namn-Grad-(Titel)-Sefirah

Tredje Orden
- Ipsissimus 10=1, Kether, Kronan
- Magus 9=2, Chokmah, Visdomen
- Magister Templi 8=3, Binah, Förståelsen

Andra Orden
- Adeptus Exemptus 7=4, Chesed, Nåden
- Adeptus Major 6=5, Gevurah, Styrkan
- Adeptus Minor 5=6, Tifareth, Skönheten

Första Orden
- Filosofus 4=7 (Pharos Illuminans), Netzach, Segern
- Practicus 3=8 (Monocris de Astris), Hod, Prakten
- Teoricus 2=9 (Poraios de Rejectis), Yesod, Fundamentet
- Zelator 1=10 (Periclinus de Faustis), Malkuth, Riket
- Neofyt 0=0

Samma invigningssystem kan man finna i S.R.I.A. samt i Gold- und Rozenkreutzer-orden.
Gradsystemet i G.D. delades redan från första början upp i tre klasser, i tre helt separata Ordnar, där Första eller Yttre Orden omfattade graderna 0=0 t.o.m. 4=7, Andra Orden 5=6 t.o.m. 7=4 plus en förberedande grad mellan 4=7 och 5=6 kallad ”Portalgraden”. Medlemmarna i Den Första Orden hölls i strikt ovetenskap om Den Andra Ordens existens och Den Tredje Orden, reserverad för graderna 8=3 t.o.m. 10=1, tillhörde enbart en klass av invigda som titulerades Mästare. Dessa kallades officiellt för ”The Secret Chiefs” (De Hemliga Ledarna) och sades styra de övriga två Ordnarna fördolt och helt avskilt från alla officiella sammanhang, en idé som var besläktad med (men ej lånad av) H.P. Blavatskys ”Teosofiska Sällskap” och deras föreställningen om mahatmas. Sanningen är att denna uppfattning om Hemliga Ledare har haft sitt ursprung hos tyska frimurare och rosenkorsare. Denna indelning och struktur med tre ordnar lånades med stor sannolikhet från S.R.I.A. (som har exakt samma struktur, bortsett från de lägsta och högsta graderna Neofyt och Ipsissimus som var unikt för G.D.).

## Golden Dawns tidiga historia

### Traditionens framväxt
En fullmakt för Isis-Urania Templet Nr. 3 utfärdades av Mathers, Fräulein Sprengel (egentligen Westcott) och Woodman som 7=4 Adepter och officiella Ledare för Den Andra Orden, underskrivet med sina motton 1 mars 1888. Men eftersom Fräulein Sprengel var fiktiv och Woodman avled inom några få år innebar det i praktiken att Mathers tog ensam ledning såsom Andra Ordens Chefs-adept.
Under Mathers fasta och säkra ledning växte Orden snabbt under åren 1888-1900. Osiris Templet Nr. 4 i Somerset öppnades 1888 men blev aldrig något stort eller viktigt Tempel och rann ut i sanden efter ett par år tills det helt avvecklades 1895. Horus Templet Nr. 5 öppnades samma år i Bradford och blev det näst största Templet i Orden efter Isis-Urania. Amen-Ra Templet Nr. 6 öppnade sina portar 1893 i Edinburgh Skottland och blev snart lika stort som Horus Templet.
S.L. MacGregor Mathers tog med sig sin fru och magiska partner Moina, även hon Adept i Orden, och flyttade till Paris 1893. Många år senare efter MacGregors Mathers död skrev Moina i ett förord till en av sin mans då nyutgivna böcker The Kabbalah Unveiled att han gjorde det på direkt uppmaning av ”hans ockulta lärare”. Detta uttalande hänsyftade på Den Tredje Ordens ”Hemliga Ledare”. Ett år innan han flyttade till Paris hade Mathers påstått att han hade upprättat en egen länk med De Hemliga Ledarna. Denna hade upprättats när Mathers besökte Paris 1891 där han träffade ett sändebud från Tredje Orden, som endast gjorde sig till kännes för honom såsom Frater ‘Lux E Tenebris’.
Tillsammans öppnade han och hans fru Ahathôôr Templet Nr. 7 i Paris 1894 och där invigde Mathers några Amerikaner som 1897 öppnade två Tempel i USA, Thmé Nr. 8 i Chicago och Thoth-Hermes Nr. 9 i New York. Även om Ahathôôr Templet aldrig blev särskilt stort blev Paris skådeplatsen för vissa händelser som visade sig vara fundamentala för hela Golden Dawn-traditionen; emottagandet av ockulta instruktioner från Den Tredje Orden som skulle lägga ut grunden för hela Golden Dawns magiska system i Adeptus Minorgraden 5=6.

### R.R. et A.C.
I Den Första Orden, som är det egentliga G.D., tränades studenterna i huvudsak genom olika meditativa övningar samt fick lära sig en enkel ritual för förvisande och invokation (Mindre Pentagramritualen), för att få en viss grundläggande upplevelse av de åkallade krafterna. De uppmanades också att memorera viss grundläggande ockult kunskap som de blev examinerade på inför varje gradinvigning. I övrigt var hela Den Första Ordens kursplan i stort sett i avsaknad av någon Ceremoniell Magisk träning. Detta ändrades radikalt i och med upptagandet till den Andra Orden.
Dess egentliga namn är Ordo Rosae Rubeae et Aureae Crucis (”Den Röda Rosens och Det Gyllene Korsets Orden” vars latinska namn förkortas R.R. et A.C.) och är som namnet antyder rosenkorsiskt till skillnad från G.D. Det är intressant att här notera att namnet Gold- und Rosenkreutzer Orden på latin "Ordo Rosae et Aureae Crucis" (förkortat R. et A.C.) är mycket snarlikt det föregående. Detta är ytterligare ett bevis på att det finns en klar historisk länk mellan båda dessa organisationer. Den Andra Orden existerade redan vid det första Templets födelse men det var först i och med Mathers påstådda kontakt med Tredje Orden som den 1892 blommade upp i sin fulla kapacitet och proklamerade ett konsekvent magiskt system som den ockulta världen aldrig hade sett maken till innan.
Det första Adepternas Valv (en rituell kammare som användes vid den Andra Ordens initiationsritualer) byggdes i London december 1891 och det andra byggdes sex år senare, 1897, i Edinburgh och en kort tid därefter byggdes ett tredje Valv i Paris. Under samma tid började också effekterna av Mathers diktatoriska ledarstil att lämna sina spår bland Adepterna i Isis-Urania Templet och spänningarna mellan Paris och London började bli allt tydligare.

### Den stora schismen
Med åren uppstod en rivalitet mellan Mathers och Westcott. Lägligt för Mathers avgick Westcott 1897 från samtliga av sina poster inom Orden, men bibehöll sitt medlemskap, sedan det hade uppdagats hos de brittiska myndigheterna att han var involverad i ockultism. I samband med detta bildades en klyfta mellan Mathers och Westcott som kulminerade i ett öppet bråk mellan dem 1898, då Mathers fruktade att Westcott ville ta över ledningen. Problemen mellan Mathers och vissa av London-adepterna intensifierades och en splittring bland Londonadepterna började också att bli uppenbar.
Aleister Crowley invigdes i Isis-Urania-templet den 18 november 1898. Den talangfulle Crowley avancerade snabbt inom Första Ordens gradsystem och invigdes till Filosofus i maj 1899. Under detta år träffade han också Mathers personligen och de fattade tycke för varandra på grund av sitt gemensamma keltiska ursprung. Londonadepterna delade dock inte Mathers förtjusning över den unge Crowley och kallade honom för ”moralisk fördärvad”, vilket ledde till att man nekade honom antagning i den Andra Orden. Crowley reste då till Paris och togs där emot med öppna armar av Mathers.
Crowley hävdar att han invigdes av Mathers personligen till 5=6 i januari 1900. Att detta inte gjordes i ett officiellt öppnat Andra Ordens-möte har klarlagts utifrån de protokoll som fortfarande existerar i dagens Ahathôôr Tempel, som saknar några referenser till Crowley. Mathers nämner inte heller detta någonstans, men det är troligt att han i hemlighet tog upp Crowey till Adeptus Minor. Crowleys påstådda 5=6 grad erkändes dock aldrig av Isis-Uranias adepter vilket förharmades över att Mathers hade tagit honom under sina vingar; klyftan ökade ännu mer mellan Paris och London.
Den berömda skådespelerskan och Isis-Urania-templets ledare Florence Farr hemställde en begäran till Mathers att Templet skulle stängas och att hon skulle få entledigas från sin post. Den trängde Mathers svarade henne med ett brev i februari 1900 som slog Englands Adepter med häpnad, där han påstod att Westcott korrespondens med de kontinentala Adepterna var förfalskad. När Londonadepterna ställde Westcott mot väggen ville han varken bekräfta eller förneka anklagelserna, och detta ledde till en total schism mellan London och Mathers som avsattes från sin post som Ordens högsta Ledare den 23 mars 1900. Naturligtvis godkände Mathers inte London-adepternas auktoritet att avsätta honom och skickade iväg Crowley till London för att stäva upproret. Uppdraget blev dock ett totalt fiasko som ledde till att han och hans allierade, tillsammans med Mathers och Dr. Berrige, blev uteslutna ur Orden den 19 april 1900.
Det visade sig dock att det endast var Isis-Urania-templet (som också var det överlägset största) som bröt med Mathers. Horus Templet Nr. 5 i Bradford och Amen-Ra Templet Nr. 6 i Edinburgh fortsatte att vara lojala med Paris, så också de två Templen i USA Ett Adepternas valv i Storbritannien (i Skottland) var alltså fortfarande under Mathers kontroll. Berrige öppnade 1900 ett konkurrerande Isis Tempel i London som sedermera överlevde Isis-Urania, och även Westcott blev snart kopplat till detta rivaliserade Tempel. Horus-templet verkar ha lagts ner strax efter 1900, så också Amen-Ra-templet efter en offentlig skandal som blossade upp 1901 och som blottade Golden Dawn inför allmänhetens föraktfulla ögon.

### Horos-skandalen
Ett par med namnet Horos arresterades i London och ställdes inför rätta för våldtäkt 1901. Som om det inte var tillräckligt tragiskt med detta så drogs även namnet Golden Dawn i smutsen då det visade sig att en av deras offer hade fått emottaga en invigning till 0=0. Mathers hade något år tidigare haft Horos-paret som sina gäster som påstod sig tillhöra något av de amerikanska Templen. De besatt kunskapen om vissa hemliga lösenord och andra hemligheter upp till 5=6 graden vilket gjorde att Mathers inte tvivlade över deras ställning. Dessutom titulerade sig Horos-kvinnan som ‘Sapiens Dominabitur Astris’ och fick Mathers att för ett litet tag verkligen tro att hon var den äkta Anna Sprengel (till skillnad från Westcotts ”fake”) då hon på Mathers imponerade starkt genom att återkalla detaljer av ett privat möte mellan honom och H.P. Blatvatsky, som bara de två hade kunnat känna till. Detta föranledde Mathers att utnämna paret till hedersmedlemmar i sitt Tempel. Horos paret lyckades att lura till sig några ritual-papper, saker i Mathers ägo och böcker som de tog med sig innan de försvann spårlöst.

### Morgonstjärnan
Det blev inom kort ganska heta interna strider mellan de rebelliska London-adepterna. Striderna cirkulerade i synnerhet runt olika magiska subgrupperingar som bildades under de ”gyllene åren” och som fortfarande levde kvar efter brytningen med Mathers. Den största och mest kontroversiella av dessa grupper var Florence Farrs ”The Sphere-group” som nyttjade något oortodoxa metoder för astralprojektion.
Dr. R.W. Felkin tog över ledningen av den rebelliska Orden i London vid tiden för Horos-skandalen, efter att han hade påstått sig stå i kontakt med ”De Hemliga Ledarna” som han kallade för ”the Sun Masters”. De interna striderna fortsatte dock och med tiden splittrades även London-adepterna 1903 i två grupper, ledda av Dr. Felkin och A.E. Waite. Waite hade redan när han började i Orden starkt föraktat dess magiska system och ansett den vara degenererande för själen. Därför ville han göra sig av med all magi, skriva om invignings-ceremonierna (för att höja kvaliteten på det engelska språket!) och inrikta sig på en Kristen mysticism.
Efter denna splittring tog Waite över ledningen för Isis-Urania Templet som han dock stängde 1914. Waites falang kallade sig i god frimurarstil (då han var en hängiven frimurare) för Independent and Rectified Rite (”Den Oberoende och Tillrättade Riten”) eller för The Holy Order of the Golden Dawn. Han upprätthöll dock hela tiden goda relationer med Felkins falang.
Efter brytningen med Mathers och sedan Waite döpte Dr. Felkins falang först om sig till Order of the Morgen Röthe (”Morgonrodnadens Orden”) och några år senare till Hermetic Order of the Stella Matutina (”Morgonstjärnans Hermetiska Orden”) då det befläckade namnet Hermetic Order of the Golden Dawn sedan pressens bevakning av Horos-skandalen hade blivit för inadekvat att bära. Stella Matutina upprättade i samband med detta ett nytt Modertempel, kallat Amoun Templet, som hyste de flesta medlemmarna från det ursprungliga Isis-Urania Templet.
Dr. Felkin sökte sig mellan åren 1901-1916 till Tyskland för att upprätta en fysisk kontakt med Tredje Orden då han aldrig nöjde sig med sina inre astrala kontakter. I många fall lät han sig ledas av en mystisk diskarnerad (icke fysisk) ”Arabisk Lärare” kallad Ara Ben Shemesh, som han etablerade kontakt med 1908. 1910 ansåg Felkin att Rudolf Steiner (grundaren av Antroposofin) var en ”Hemlig Ledare”. Felkin var övertygad om att Steiner representerade den sanna tyska rosenkors-traditionen, och han och hans fru lät sig invigas av Steiner till 6=5 och 7=4. Dr. Felkin gick så långt i sin tilltro på Steiner att denne nästan för ett tag höll på att ta över Stella Matutina i England.
1912 etablerade Dr. Felkin ett nytt Tempel i Nya Zeeland på order av sin ”Arabiske Lärare” som också gav honom Templets namn och dess siffra, Smaragdum Thalasses Nr. 49 (Havets Smaragd). Till en början styrde Felkins dotter Templet i sin faders frånvaro. Innan Dr. Felkin och hans fru flyttade till Nya Zeeland för gott 1916 hann paret Felkins öppna tre nya Tempel som knöts till Amoun Templet. Hermes Templet Nr. 28 öppnades i Bristol och överlevde så länge som till 1972, men var då sedan länge helt präglat av Antroposofin. ”The Secret College” var namnet på ett andra nyöppnat Tempel som enbart var öppet för medlemmar i S.R.I.A. och stängdes bara några år senare, närmare bestämt 1920. Det tredje nyöppnade Templet döptes till Merlin Templet, innehållande medlemmar från Waites då döda falang och från Antroposofin, men det är oklart om detta Tempel någonsin etablerades.
I Nya Zeeland inväntade familjen Felkins med sina trogna anhängare sin mästare Ara Ben Shemeshes fysiska uppenbarelse. Smaragdum Thalasses Templet, senare också känt under namnet Whare Ra (efter namnet på det hus som hade byggts åt Orden), stängdes i någorlunda intakt form så sent som 1978 men det är oklart om mästaren någonsin uppenbarades för de trogna.

### Alfa och Omega
Mathers och Crowley gick under stridigheter sina separata vägar 1904 men bortsett från detta frodades Mathers falang under hans fortsatta levnad lugnt och stilla utan några interna strider. De behöll namnet Hermetic Order of the Golden Dawn tills början på 1910-talet då de bytte till Rosicrucian Order of Alpha et Omega. I samma veva bytte Dr. Berriges rivaliserande Isis Tempel också sitt namn till Alpha et Omega Nr. 1 och det Mathers-lojala Amen-Ra Templet (Alpha et Omega Nr. 2) öppnade sina tempelportar igen 1913. I USA fortsatte de redan etablerade Templen att frodas och de fick sällskap av ytterligare två Tempel som öppnades i Philadelphia 1919 och Los Angeles 1920 med namnen Ptah (Alpha et Omega Nr. 10) respektive Atoum (Alpha et Omega Nr. 20), samtidigt som ett nytt Londontempel öppnades av Moina Mathers, Alpha et Omega Nr. 3. Mathers fick dock inte uppleva denna plötsliga expansion då han insjuknade i den spanska sjukan och avled 1918. Han överlämnade ansvaret till sin fru Moina som tog över ledningen efter sin döde man och därefter ledde Orden tillsammans med J.W. Brodie-Innes, Ledaren över Amen-Ra Templet.
Nu ensam utan sin mans ledning degenererades Alpha et Omega Orden ganska snabbt av Moinas misskötsel. Hon gav till exempel en viss Amerikansk Tempelledare tillåtelse att ge ut en korrespondenskurs med en avslutande ”invigning” per korrespondens för en avgift på 10$. Antalet Tempel i USA ökade markant alltså medan antalet genuina Adepter bara blev färre. Många invigda i USA röstade till slut med fötterna och vissa av dem öppnade oberoende Tempel med Golden Dawn-systemet intakt i mer eller mindre grad. Ett exempel på detta är Paul Foster Case som 1921 ledde Thoth-Hermes Templet Nr. 9. Tillsammans med övriga ledarskiktet i Templet lämnade han Orden för att istället öppna The School of Ageless Wisdom, som sedermera etablerades i Los Angeles som Builders of the Adytum (B.O.T.A.).
En annan berömd personlighet inom den ockulta världen, Dion Fortune (alias Violet Firth), vars pseudonym var taget från hennes motto ‘Deo Non Fortuna’, invigdes i Alpha et Omega Engelska del 1919. Inledningsvis blev Dion Fortune Moinas gunstling då hon visade en stor talang och hängivenhet åt Det Stora Verket. Fortune gav Moina förslaget att man borde skapa en ”förgård” till Orden, en offentlig kanal som kunde värva nytt blod. Moina godkände idén och Fraternity of the Inner Light föddes. Fortune började dock nå kontakt med astrala mästare på egen hand och Fraternity of the Inner Light blev snart ett rivaliserande hot mot Moina Mathers intressen. Efter en bitande etisk kritik av den ockulta rörelsen i en artikelserie publicerad i Occult Review (sedermera publicerad som Sane Occultism), där Moina Mathers kände sig högst träffad, blev även hon utesluten ur Orden.

### Israel Regardie – Golden Dawns baneman
Israel Regardie (1907-1985), som under en kort men intensiv period var Aleister Crowleys personliga sekreterare och lärjunge, publicerade 1932 A Garden of Pomengranates och The Tree of Life, vilket skapade oro i Golden Dawn-lägret då de ”avslöjade” hemligheter endast öppna för invigda. Ledarna i Alpha et Omega (som hade tagit över ledningen efter Moina Mathers död) var direkt negativa och skickade Regardie skarpa reprimander. Dion Fortune, ledare för Fraternity of the Inner Light, hyllade Regardie öppet i den ockulta pressen, vilket föranledde Alpha et Omegas ledare att offentligt fördöma Regardies handling. Ledarna i det då enda återstående Stella Matutina Templet Hermes i Bristol var ambivalenta men bestämde sig till slut 1934 för att skicka ett brev till Regardie där de inbjöd honom att invigas i Hermes Templet.
Regardie avancerade upp i graderna i en rasande fart. Han invigdes till Neofyt i januari 1934 och tog sin 5=6 grad ett år senare i januari 1935. Han fann dock till sin bestörtning Templet i ett bedrövligt skick och ansåg att dess Ledare var okunniga om de kunskaper som de satt att representera. Desillusionerad av sina erfarenheter beslutade han sig några år senare att publicera Stella Matutinas studiematerial i fyra volymer, The Golden Dawn: An Account of the Teaching, Rites, and Ceremonies of the Hermetic Order of the Golden Dawn, mellan åren 1937-40. Regardie gjorde detta med det, som han uppfattade det, ädla syftet att säkra Golden Dawn-systemets läror till eftervärlden vilket han bedömde annars med säkerhet skulle falla i glömska med de resterande Golden Dawn-templens garanterade undergång. Under dessa år slutade Templen i Stella Matutina och Alpha et Omega att inviga fler Neofyter och avvecklade allt aktivt arbete.
Regardie gav alltså Golden Dawn-templen den definitiva nådastöten, men med några viktiga undantag. Det finns flertal exempel där Adepter från olika Tempel i både Stella Matutina och Alpha et Omega bestämde sig för att bilda nya och oberoende Tempel när de såg ogillande på de förändringar som ägde rum i respektive gruppering. Dessa arbetade i samtliga fall under strängaste sekretess men vissa tecken på deras existens har med tiden kommit upp till ytan. Smaragdum Thalasses eller Whare-Ra Templet i Nya Zeeland fortsatte dessutom att existera i en isolerad tillvaro både under och efter Stella Matutinas förfall. Detta Tempel stängdes dock helt plötsligt 1978 till de invigdas bestörtning och större delen av dess dokumentsamling brändes upp i processen.

## Golden Dawns moderna historia

### Golden Dawns återuppståndelse
Under 60-talets flower-power period och långt in på 70-talet, med New Age rörelsens födelse, hade magin och Golden Dawn-traditionen börjat bli populär igen och både Crowleys böcker och The Golden Dawn började att ges ut på nytt, eftersom de gamla upplagorna sedan länge hade varit slutsålda och samlat på sig ett högt samlarvärde. Regardie var en stor inspiratör i denna ockulta förnyelse och han började korrespondera med många ockulta studenter som såg honom som den främste av sin samtids magiker.
I USA var den ockulta renässansen tämligen markant och Golden Dawn-tempel började att dyka upp lite varstans över den amerikanska kontinenten. Under 70-talet träffade den unga Chris Monnastre den nu ålderstigne Regardie som mot slutet av 70-talet tog henne till sig som sin personliga lärjunge. Tillsammans återuppväckte de magiskt Hermetic Order of the Golden Dawn i början av 80-talet. Samtidigt på andra sidan kontinenten, ovetande om vad som tilldrog sig på västkusten, började Charles ”Chic” Cicero och hans fru under 80-talets början bygga ett Adepternas Valv i Columbus, Georgia, som sedermera 1982 konsekrerades av Israel Regardie. I detta Valv invigde han samma år två kandidater, Cris Monnastre och Adam Forrest, direkt till 5=6 graden Adeptus Minor. I samband med detta invigde han även Christopher Hyatt till 0=0 graden Neofyt. Dessa tre personer är de enda som har blivit invigda genom Israel Regardies hand.
Chris Monnastre och en annan kvinna, Laura Jennings, började 1982 att under Israel Regardies överinseende driva ett Tempel i Los Angeles med det passande namnet Osiris Khenti Amenti (Osiris underjordens konung), då Osiris i den Egyptiska mytologin är dödens och återuppståndelsens främste symbol. Under samma år och ovetandes om vad som tilldrog sig på andra sidan Stilla Havet öppnades dessutom Thoth-Hermes Templet i Nya Zeeland av Patrick J. och Chris Zalewski, auktoriserat av Jack Taylor, senior medlem av Order of the Table Round (O.T.R.) tillika 7=4 (Adeptus Exemptus) och f.d. Hierofant i det gamla Whare-Ra Templet. O.T.R. var en grupp som sedan 1960-talet utgjordes av mestadels gamla medlemmar i Whare Ra med vilket Pat Zalewski hade umgänge i början av 1980-talet. Enligt Pat Zalewskis egen utsaga skall Taylor ha upptagit honom direkt till 6=5 (och alltså hoppat över graderna 0=0 till 5=6) och därefter ha överfört sin 7=4 grad till Zalewski från sin sjukhussäng (vilket senare reglerades av Taylor personligen ceremoniellt).
Israel Regardie avled några år senare, 1985, efter att ha varit Golden Dawn-traditionens främste förvaltare och inspiratör i en ålder av 78 år. Det går inte att bedöma omfattningen av hans arv till eftervärden men man kan med säkerhet påstå att Golden Dawn-traditionen aldrig skulle ha fått det genomslag som den har haft i västvärlden i och med publikationen av hans böcker och ännu mindre överlevt tills våra dagar. Dessutom var han instrumental vid grundandet av en ny inkarnation av Hermetic Order of the Golden Dawn i Amerika, något han även fick tillerkänt av Patrick Zalewski, som strax innan Regardies bortgång bjöd in honom och Cris Monnastre till Nya Zeeland för en initiering till Adeptus Major 6=5 Graden.
Dock var även två av de brittiska hemliga och autonoma ordenssällskap, som hade överlevt den officiella Golden Dawn-strömningens död på 1940-talet, delaktiga i Golden Dawns uppväckelse i Europa under samma tidsperiod. Två år innan Regardies återuppväckelse av Hermetic Order of the Golden Dawn blev den franska Golden Dawn-studenten och alkemisten Jean-Pascal Ruggiu invigd i Order of the Pyramid and the Sphinx i England, en orden som leddes av Grevinnan Tamara Bourkoun med direkt härkomst från Rosicrucian Order of Alpha et Omega. Han erhöll även auktorisation att öppna ett Tempel på kontinenten och gjorde så i Strasbourg. Israel Regardie var väl medveten om detta Tempels existens då han i ett brev hänvisade en av sina korrespondenter till gruppen i Strasbourg. År 1992 blev Jean-Pascal Ruggiu och Nicolas Tereshchenko upptagna till 7=4 i ett London-baserat Tempel med namnet Serapis, vilket leddes av Desmond Bourke och Apollon Leontas. De båda fransmännen fick av dessa ålderstigna Adepter uppgiften att återuppliva Mathers gamla Tempel i Paris, Ahatôôr Nr. 7.

### En Gyllene Gryning i Sverige
Efter Regardies död faller Orden till en början sönder i olika fraktioner som driver sina egna oberoende Tempel över hela den nordamerikanska kontinenten. The Israel Regardie Foundation, lett av Christopher Hyatt, upprättas i samband med Regardies död med målet att förvalta hans magiska arv. De hinner publicera Regardies sista bok The Complete Golden Dawn System of Magic innan de splittras i en ny söndringsprocess ganska snart efter hans död. Jaura Jennings, en av de tidiga Tempelledarna, lämnar tidigt samarbetet med Hyatt och bildar mot slutet av 80-talet ett Tempel i Washington kallat Ra-Horakhty, auktoriserat av Thoth-Hermes Templet i Nya Zeeland.
Cris Monnastre och Adam Forrest beslutar sig mot slutet av 80-talet att börja samarbeta igen och bildar då en löst sammansatt organisation kallat Hermetic Order of the Golden Dawn vars Tempel verkar i det fördolda över hela den amerikanska kontinenten. Chic Cicero blir den tredje Ledaren i denna gruppering. Samarbetet varar dock endast i några enstaka år. 1992 invigs den i Sverige bosatta amerikanen David J. Griffin av Cris Monnastre och han tas i rasande fart genom Den Yttre Orden, under Monnastres personliga överinseende. När han två år senare tas upp till 5=6 Graden Adeptus Minor, i Ciceros Valv (samma Valv som konsekrerades av Regardie), upptar Cris Monnastre honom till Zelator Adeptus Minor samma dag och auktoriserar honom att starta ett Tempel i Sverige. Detta faller till föga hos Chic Cicero och Adam Forrest vilket blir upptakten på en intern konflikt som till slut leder till en definitiv brytning mellan Monnastre-Griffin och Cicero-Forrest.
Den ena falangen kallar sig Hermetic Order of the Golden Dawn, Inc. (eller The Florida Corporation) och är baserad i Florida under Chic Ciceros ledning. Den andra är baserad i Kalifornien under Cris Monnastre och kallar sig Hermetic Order of the Golden Dawn (eller Rosae Rubeae et Aureae Crucis). Vid ankomsten till Sverige grundar David Griffin vid vårdagjämningen 1994 det första svenska Templet med direkt auktorisation av Cris Monnastre.

### Rosornas krig
Samma år som det svenska Templet grundas registrerar David Griffin namnet Hermetic Order of the Golden Dawn som varumärke i Sverige. Med detta som grund registrerar han senare varumärket i hela EU i samband med Sveriges inträde i Unionen vid årsskiftet. 1995 ansöker Chic Cicero om en U.S. Federal Trademark för samma namn ”...med det uttryckliga syftet att bevara traditionen för alla medlemmar i giltiga Golden Dawn-grupper”. Detta inleder en bitter strid mellan Cicero på ena sidan och Monnastre och Griffin på den andra, om vem som är den autentiska bäraren av Golden Dawns Tradition. Trademark-historien stillar sig dock till slut efter heta strider där både Chic Ciceros-organisationen i Florida och organisationen i Kalifornien och Sverige (ledd av David Griffin och Cris Monnastre) gör en överenskommelse 1996 om att likvärdigt dela på rättigheterna till att använda namnet Hermetic Order of the Golden Dawn runt om hela världen.
Vid vårdagjämningen 1997 bryter Orden i Sverige sin offentliga tystnad och samma år knyter David Griffin en nära kontakt med Paristemplet Alpha et Omega och invigs av Nicolas Tereshchenko och Jean-Pascal Ruggiu till 6=5 Adeptus Major och 7=4 Adeptus Exemptus. I och med detta erhåller hans organisation en påstådd legitim härkomst till Mathers ursprungliga Rosicrucian Order of Alpha et Omega och de huvudsakliga traditioner som har härkomst till Isis-Urania Templet, tillsammans med en mängd äldre rosenkorsiska magiska och alkemistiska överföringar. Med detta som grund proklamerar Griffin och Ruggiue, under det gemensamma namnet Hermetic Order of the Golden Dawn, Outer Order of the Rosicrucian Order of Alpha et Omega, en Reformatio Fraternitatas Ad Rosae Crucis Anno 1999 vilket påstås följa en gammal rosenkorsisk sed om att reformera brödraskapet vart 111 år.
Reformationen markerar sålunda en klar gränslinje vilken skiljer ut Hermetic Order of the Golden Dawn (Alpha et Omega) från de andra Golden Dawn-falangerna, Ciceros Hermetic Order of the Golden Dawn, Inc. och Zalewskis Order of the Golden Dawn (Stella Matutina). Istället för att sträva efter att bevara Golden Dawn-traditionen och dess ursprungliga studieplan intakt, som den var vid tiden för den allmänna reformationen 1888, proklamerar H.O.G.D./A+O att dess reformation istället har förlagt huvuddelen av det publicerade corpus till Yttre Orden. Studenten förväntas numera arbeta aktivt och regelbundet med de Krafter med vilket han eller hon genom sina invigningar har blivit introducerad. I stället sägs R.R. et A.C. erbjuda Adepten en tidigare opublicerad läroplan som förutom en fördjupning inom rosenkorsisk teurgi dessutom omfattar en alkemi som härstammar från äldre rosenkorsiska källor.
Sedan de proklamerade sin reformation har Hermetic Order of the Golden Dawn (Alpha et Omega) frodats och expanderat i Europa och Amerika. Samtidigt har den väckt ganska mycket upprörda känslor från majoriteten av de övriga Golden Dawn-organisationerna, inte minst på grund av dess obevekliga ståndpunkt att bevara den rosenkorsiska traditionen ren från främmande element och nymodigheter, vilket av naturliga skäl upplevs som provokativa av flertalet av de andra lägren inom Golden Dawn-samhället. En av dessa läger är en ny grupp som har kommit att kalla sig Open Source Order of the Golden Dawn (O.S.O.G.D.). Denna organisation grundades och leds av Sam Webster, en tidigare Adept i Cris Monnastres, Chic Ciceros och Adam Forrests "Hermetic Order of the Golden Dawn", som uteslöts ur den ursprungliga amerikanska Orden några år innan den delades i de två falangerna 1994. O.S.O.G.D.s kännetecken är att dra nytta av det faktum att Golden Dawns Tradition numera är en allmän domän (vilket deras namn ”open source” anspelar på) samt att blanda Thelema med Golden Dawn. Detta har i praktiken inneburit att man har bytt ut alla kristna referenser med dem i Crowleys religion Thelema. Men förutom att reformationen 1999 av vissa anses bryta mot Golden Dawn-traditionens råmärken har antagonismen blivit allt tydligare mot Hermetic Order of the Golden Dawn (Alpha et Omega) efter att de 2003 officiellt proklamerat att David Griffin och Jean-Pascal Ruggiu inte bara har återupprättat kontakten med Den Tredje Orden utan dessutom med samma Hemliga Ledare som MacGregor Mathers och Kenneth MacKenzie före honom.
Den ursprungliga uppgörelsen angående varumärket mellan Chic Cicero och David Griffin rivs således upp men efter tre års förhandlingar och en ny uppgörelse ägs numera rättigheterna till namnet dels av Ciceros Hermetic Order of the Golden Dawn, Inc. och dels av Griffins Hermetic Order of the Golden Dawn, Outer Order of the Rosicrucian Order of Alpha et Omega. H.O.G.D. Inc., äger rättigheterna för namnet i USA och H.O.G.D./A+O äger rättigheterna för namnet i E.U. I Kanada äger H.O.G.D./A+O sedan 1999 rättigheterna till namnet "Hermetic Order of the Golden Dawn International". I USA har Griffins organisation sedan den nya uppgörelsen rätt att använda sig av namnet för sin Yttre Orden om de betonar att den tillhör Rosicrucian Order of Alpha et Omega.
Efter denna nya uppgörelse från 2007 har H.O.G.D./A+O på sin webbplats lagt stor betoning på demarkationslinjen mellan sig självt och de övriga etablerade Golden Dawn-organisationerna, vilket enligt H.O.G.D./A+O främst består i att de besitter och lär ut de högre sexuella mysterierna eller "Den Inre Alkemin" i sina högsta grader Magister Templi, Magus och Ipsissimus (eller "De Tre Magisterierna"), enligt deras påstående emottagna från Den Tredje Orden. De marknadsför sig också såsom den enda avkomman i direkt nedstående led till det ursprungliga Hermetic Order of the Golden Dawn från 1888, såsom arvtagare till S.L. MacGregor Mathers' Rosicrucian Order of Alpha et Omega. Detta föranleder under våren 2008 en ny kampanj av hätska anklagelser mot H.O.G.D./A+O och förtal av Griffins person och hans närmaste ämbetsmän, från olika anonyma webbplatser och inlägg på diverse diskussionsforum, där betoningen främst har lagts på att misskreditera föreställningen om alkemins sexuella natur. Rosornas krig fortsätter således i oförminskad styrka.

## Moderna författare
Samtliga ledare från dessa tre idag existerande falanger av Golden Dawn har även gjort sig kända som framstående författare. Chic Cicero och hans fru Sandra Tabatha Cicero har i sina böcker tagit en tydlig ställning för självinitiering som legitim metod för invigning till Golden Dawn-traditionen, en idé som har Israel Regardie som upphovsman. De har även gjort ett viktigt arbete som redaktörer när Regardies verk har givits ut i nya upplagor med rikliga kommentarer från dem själva. Paret Ciceros största styrka är att sammanställa redan tillgänglig information på ett begripligt sätt; deras böcker är mycket pedagogiska och lämpar sig väl som litteratur för nybörjaren.
Patrick Zalewski och hans fru Chris Zalewski har i sina verk presenterar mycket värdefulla analyser och fördjupningar inom olika aspekter av Traditionen, vilket har givit Golden Dawn-samhället en ökad förståelse för Henokiania, Tarot, Qabalah och Ordens ritualer, bara för att nämna några ämnen. Deras böcker är ypperliga som studium för den erfarne studenten och Adepten.
David Griffin har endast författat The Ritual Magic Manual: A Complete Course in Practical Magic, en bok som presenterar en utvidgning av det s.k. Henokianska Magiska Systemet, så centralt inom Golden Dawns form av teurgi, som i sin ursprungliga form blott omfattade de fem traditionella Elementen. Systemet, så som det presenteras i Griffins bok, omfattar nu även de Planetara och Zodiakala krafterna. Boken är även ett bra exempel på den strävan till akademisk forskning efter källmaterial som utförs av den nya generationens Adepter, där flera felaktigheter från den ursprungliga dokumentsamlingen inom Golden Dawns corpus antingen har blivit korrigerade eller helt ersatta av mer genuina eller ursprungliga källor. The Ritual Magic Manual har numera utgått från förlaget och uppbringar idag ett mycket högt andrahandsvärde, bortemot tio gånger sitt ursprungspris.

## Kända medlemmar
- Allan Bennett (1872-1923), den första engelsman som blev tibetansk munk och pionjär att introducera buddhismen i England. Se även
- Dr. Edward Berridge (1843-1923), läkare och homeopat. Se även
- Aleister Crowley (1875-1947), ockult författare, religionsstiftare och äventyrare
- Paul Foster Case (1884-1954), ockult författare, frimurare och erkänd auktoritet inom Qabalah och Tarot. Grundare av Builders of the Adytum (B.O.T.A.). Se även
- Gérard "Papus" Encausse (1865-1916), fransk ockult författare, gnostisk biskop och grundare av en modernare inkarnation av Martinistorden. Se även
- Florence Farr (1860-1917), skådespelerska. Se även
- Robert Felkin (1853-1925), författare, läkare och antropolog. Grundare av Order of the Stella Matutina. Se även
- Dion Fortune (1890-1946), (pseudonym för Violet Firth), ockult författare och psykoanalytiker. Grundare av Fraternity of the Inner Light. Se även
- Maud Gonne (1866-1953), irländsk frihetskämpe, författare och feminist. Se även
- Annie Horniman (1860-1928), rik teaterproducent, vars far grundade Horniman Museum. Se även
- Samuel Liddell MacGregor Mathers (1854-1918), ockult författare, översättare och frimurare. Grundare av Hermetic Order of the Golden Dawn och Ordo Rosae Rubeae et Aureae Crucis (R.R. et A.C.). Se även
- Moina Mathers (1865-1947), (född Mina Bergson), konstnär och syster till den franske filosofen och nobelpristagaren Henri Bergson. Se även
- Arthur Machen (1863-1947), journalist och författare
- Israel Regardie, ockult författare, kiropraktor och reichiansk terapeut. Se även
- Arthur Edward Waite (1857-1925), ockult författare, översättare och frimurare. Grundare av Fellowship of the Rosy Cross (obs. ej att förväxlas med Max Heindels Rosicrucian Fellowship!). Se även
- William Wynn Westcott (1848-1947), rättsläkare, frimurare, ockult författare och översättare. Grundare av Hermetic Order of the Golden Dawn. Se även
- William Butler Yeats (1865-1939), Irländsk poet, dramatiker och författare, för vilket han vann nobelpriset 1923

## Nutida ordenssällskap
Det existerar flera Ordenssällskap som använder sig av namnet Golden Dawn, men i synnerhet dessa är speciellt framträdande
- Hermetiska Orden av Den Gryende Morgonrodnaden (H∴O∴G∴M+R) En Orden som leds av Tomas Stacewicz med ursprung i den första Golden Dawn-organisationen som grundades av David Griffin år 1994, men som sedan vintersolståndet 2013 har brutit sig loss och under vårdagjämningen 2014 proklamerat sitt oberoende och fulla självständighet. Denna Orden är endast verksam med Tempel i Sverige. Orden kan härledas till en kontinuerlig verksamhet sedan 1982 till ett Tempel som grundades av Israel Regardie men som sedan 1997 har återknutit till en äldre härkomst till Rosicrucian Order of Alpha Omega. Se även
- Hermetic Order of the Golden Dawn, Inc. En Orden som grundades 1988 av Chic Cicero och har Tempel i USA Se även
- Order of the Golden Dawn En Orden som grundades 1982 av Patrick Zalewski och har Tempel i Australien och Kanada
- Open Source Order of the Golden Dawn En Orden som grundades 2002 av Sam Webster, en tidigare Adept hos Chic Cicero, med Tempel i USA och England. Se även

Det existerar även andra Ordenssällskap som praktiserar Golden Dawn systemet men som inte brukar sig av namnet Golden Dawn, och i synnerhet dessa är extra notabla
- August Order of the Mystic Rose (A.O.M.R.) En Orden som grundades 1992 av Robert Word men är affilierat med Hermetic Order of the Golden Dawn (A+O) och har tempel i USA
- Sodalitas Rosae+Crucis et Solis Alati (S.R.C. & S.S.A.) En Orden som grundades 2003 av Tommy Westlund men är affilierat med Hermetic Order of the Golden Dawn, Inc. och har tempel i Sverige, Norge, England, Grekland och USA.

Det existerar även flera och ännu äldre ordenssällskap som kan härledas till Golden Dawn och som praktiserar en utvecklad version av dess esoteriska system, och i synnerhet dessa är värda att omnämnas
- Builders of the Adytum (B.O.T.A.) En Orden som grundades 1923 av Paul Foster Case (under namnet School of Ageless Wisdom) vilket praktiserar Golden Dawns Qabalah med fokus på Tarot. Gruppverksamhet bedrivs i Nord- och Sydamerika, Europa, Australien och Nya Zeeland. Organisationen administrerar även en korrespondenskurs. Se även
- Society of the Inner Light En Orden som grundades 1922 av Dion Fortune (under namnet Fraternity of the Inner Light) vilket fortfarande idag baserar sig på Golden Dawns Qabalah med fokus på de keltiska och kristna Graal-mysterierna. Organisationen existerar endast i England och administrerar en korrespondenskurs. Se även
- Servants of the Light (S.O.L.) En Orden som grundades 1965 av W.E. Butler ur Fraternity of the Inner Light vilket baserar sig på Golden Dawns Qabalah och magiska system, samt de keltiska mysterierna. Gruppverksamhet bedrivs i Storbritannien, Europa, Nordamerika och Västindien. Organisationen administrerar även en korrespondenskurs. Se även

## Övriga Länkar
- Gyllene Gryningen En svensk blogg om Hermetic Order of the Golden Dawn och den Västerländska Mysterietraditionen.